# Pipreola frontalis
Pipreola frontalis е вид птица от семейство Cotingidae.

## Разпространение
Видът е разпространен в Боливия, Еквадор и Перу.